# Ян Віллем Янссенс
Ян Віллем Янссенс (нід. Jan Willem Janssens; 12 жовтня 1762 — 23 травня 1838) — голландський державний діяч, військовий міністр Нідерландів, губернатор Капської колонії, тридцять сьомий генерал-губернатор Голландської Ост-Індії.

## Біографія
Ян Віллем Янссенс народився в Неймегені. Розпочав військову кар'єру в дев'ять років, записашись кадетом до голландської армії. В 1777 році отримав офіцерський патент. В 1793 році, на початку революційних війн, отримав звання полковника і був поранений в кампанії.

### Батавська республіка
Капітуляція голландської республіка в 1795 році призвела до створення Батавської республіки- клієнтської республіки Франції. З 1795 по 1802 роки Янссенс служив в новій батавській армії. Він був призначений губернатором Капської колонії після того, як британці повернули її голландцям відповідно до умов Ам'єнського мирного договору 1802 року. Янссенс прибув в Капстад на початку 1803 року і намагався укріпити оборону колонії, однак виявив, що ресурсів не вистачає, солдати недостатньо навчені і політична ситуація хитка. В цей час він отримав звання генерал-лейтенанта.
Початок війни третьої коаліції ознаменувався черговим вторгненням британців в Капську колонію. Янсенс не сподівався перемогти британські сили на чолі з генерал-лейтенантом сером Девідом Бейрдом, однак він зібрав власні сили і 8 січня 1806 року вступив в Бій при Блауберзі, недалеко від Капстаду. Його сили були розбиті і Капська колонія була здана британцям 18 січня. За умовами капітуляції Янссенс був доправлений до Нідерландів і прибув в Гаагу 8 червня 1806 року.
В цей час війна в Європі вже завершилась підписанням Пресбурзького миру. Коли Янссенс повернувся в Нідерланди, Наполеон вже рік як поставив свого брата Луї Бонапарта королем Королівства Голландії.

### Королівство Голландія і Французька Імперія
Луї Бонапарта призначив Яна Віллема Янссенса генеральним секретарем військового міністерства. Він займав низку важливих адміністративних посад в королівстві до зречення Луї Бонапарта і анексії Нідерландів Францією в 1810 році. 11 листопада 1810 року він був призначений генерал-губернатором території, відомої до анексії як Голландська Ост-Індія. Він прибув до Батавії 15 травня 1811 року і негайно взявся до укріплення оборони колонії. На Яві була значна кількість голландських і французьких військ, а також острів мав кращі можливості до оборони, ніж Капська колонія. Британський флот вторгнення прибув незабаром, 30 липня, на чолі з сером Семюелем Ошмуті.
Янссенс зайняв оборону навколо збудованого його попередником Дендельсом форту в Местер Корнеліс. Однак французьким солдатам під його командуванням не вистачало досвідчених офіцерів і, коли британці осадили фортецю, Янссенс був змушений відступити до Бейтензоргу (пізніше резиденції британського генерал-губернатора сера Стемфорда Рафлза. Велика кількість солдат була захоплена в полон під час відступу і Янссенс був вимушений здатися 18 вересня 1811 року. Він перебував в ув'язненні в Великій Британії до 12 листопада 1812 року, коли був репатрійований до Нідерландів.
В середині березня 1814 року Янссенс зібрав близько 3600 французьких солдат з різних гарнізонів і успішно пройшов крізь територію, утримувану союзниками, щоб приєднатися до Наполеона в Реймсі. В битві при Арсі-сюр-Обі його дивізія була прикріплена до корпусу під командуванням Мішеля Нея. 21 березня 1814 року його дивізія потрапила в жахливий бій біля села Гран-Торсі, в якому Янссенс був поранений.

### Кар'єра після наполеонівських війн
В Королівстві Нідерландів Янссенс деякий час виконував обов'язки військового комісара, однак пішов у відставку після того, як його запит про призначення його генерал-губернатором Ост-Індії було відхилено.
Ян Віллем Янссенс помер 23 травня 1838 у віці 75 років.

## Нагороди і медалі
- Командор Ордену Союзу[en] 25 листопада 1807
- Великий хрест Ордену Союзу 3 лютого 1808
- Кавалер ордену Почесного легіону 16 травня 1811
- Великий хрест Ордену Воз'єднання[en] 22 лютого 1812
- Великий хрест Ордену Віллема KB No.16 8 липня 1815
- Великий хрест ордену Нідерландського лева